# Letnie Grand Prix w kombinacji norweskiej 2009
Letnie Grand Prix w kombinacji norweskiej 2009 – dwunasta edycja LGP w historii kombinacji norweskiej. Sezon składał się z czterech konkursów indywidualnych. Rozpoczął się 8 sierpnia 2009 roku w Hinterzarten, a zakończył 15 sierpnia 2009 w Einsiedeln. Tytułu sprzed roku bronił Austriak Mario Stecher. W tej edycji zwyciężył Niemiec Tino Edelmann.

## Kalendarz i wyniki
| Lp | Data             | Miejscowość   | Konkurencja           | 1 miejsce     | 2 miejsce   | 3 miejsce  |
| -- | ---------------- | ------------- | --------------------- | ------------- | ----------- | ---------- |
| 1. | 8 sierpnia 2009  | Hinterzarten  | Gundersen HS108/10 km | R. Heer       | J. Félisaz  | E. Frenzel |
| 2. | 10 sierpnia 2009 | Val di Fiemme | Gundersen HS134/10 km | C. Bieler     | J. Félisaz  | M. Stecher |
| 3. | 13 sierpnia 2009 | Oberstdorf    | Gundersen HS137/10 km | B. Kircheisen | T. Edelmann | J. Rydzek  |
| 4. | 15 sierpnia 2009 | Einsiedeln    | Gundersen HS117/10 km | R. Heer       | T. Edelmann | A. Pittin  |

## Klasyfikacja końcowa
| Miejsce | Zawodnik            | Punkty |
| ------- | ------------------- | ------ |
| 1.      | Tino Edelmann       | 260    |
| 2.      | Jonathan Félisaz    | 218    |
| 3.      | Ronny Heer          | 216    |
| 4.      | Björn Kircheisen    | 165    |
| 5.      | Johannes Rydzek     | 139    |
| 6.      | Alessandro Pittin   | 132    |
| 7.      | Miroslav Dvořák     | 130    |
| 7.      | François Braud      | 130    |
| 9.      | Jason Lamy Chappuis | 107    |
| 10.     | Joel Bieri          | 104    |
| . . .   |                     |        |
| 33.     | Paweł Słowiok       | 17     |
| 41.     | Tomasz Pochwała     | 9      |